# Esperiopsis strongylatus
Esperiopsis strongylatus är en svampdjursart som först beskrevs av Alander 1942.  I den svenska databasen Dyntaxa används istället namnet Amphilectus strongylatus. Enligt Catalogue of Life ingår Esperiopsis strongylatus i släktet Esperiopsis och familjen Esperiopsidae, men enligt Dyntaxa är tillhörigheten istället släktet Amphilectus och familjen Myxillidae. Arten är reproducerande i Sverige. Inga underarter finns listade i Catalogue of Life.